# Александров, Владимир Петрович (футболист)
Владимир Петрович Александров (род. 8 января 1954, Молотов) — советский и российский футболист, нападающий, полузащитник. Футбольный судья.

## Биография
Родился в Закамске, Молотов. С 7 лет занимался в спортклубе «Кировец» при заводе имени Кирова. Первый тренер Анатолий Лыков, затем — Анатолий Грачин. Играл в юношеской сборной Пермской области, за дубль пермской «Звезды». Два года проходил армейскую службу в отдельной роте спецназа воздушно-десантных войск. В 1974 году играл за пермский «Урал» в чемпионате области. В 1975—1980 годах выступал за «Звезду» в первой (1975—1977, 1979) и второй (1978, 1980) лигах.
Приглашался в московский «Спартак», куйбышевские «Крылья Советов», минское «Динамо», но в 1981 году перешёл в команду первой лиги «Кузбасс» Кемерово. Через год вернулся в Пермь, но вновь уехал в Кемерово, где завершил карьеру в командах мастеров в 1985 году.
В составе сборной РСФСР занял 4 место на футбольном турнире летней Спартакиады народов СССР 1979 года, за что получил звание мастера спорта СССР.
В 1989 году был играющим тренером в пермской «Энергии» в первенстве КФК. В 1988—1998 работал судьёй на матчах низших лиг. Работал инспектором матчей, в Федерации футбола Пермского края, заместителем директора стадиона «Россия» Краснокамск по спортивной работе. 10 лет играл за команду ветеранов «Амкара». Серебряный призёр первого чемпионата России по футболу среди ветеранов старше 45 лет (2000).